# Erik Pontoppidan

Erik Pontoppidan (Århus, 24 de agosto de 1698 — Copenhaga, 20 de dezembro de 1764) foi um teólogo e ornitólogo de origem dinamarquesa que se destacou no estudo da fauna da Escandinávia, especialmente da avifauna.

## Biografia
Estudou Teologia na Universidade de Copenhaga. Foi tutor de diversos aristocratas, o que lhe permitiu viajar por diversas regiões da Europa. Posteriormente, foi um dos professores do futuro rei da Dinamarca.
Em 1738 começou a leccionar Teologia em Copenhaga, sendo nomeado bispo de Bergen em 1745.
Apesar de grande parte da sua obra visar temas do âmbito da Teologia, publicou numerosas obras sobre Zoologia. Foi amigo e colaborador de Morten Thrane Brünnich (1737-1827), considerado o fundador da zoologia escandinava.
Na sua Historia natural de Noruega, descreve o lendário Kraken.